# 星野奏
星野 奏（ほしの かなで、1991年10月30日 - ）は、日本のグラビアモデル、レースクイーン。
神奈川県出身。スリーライズ所属。愛称は「ほっしー」。

## 略歴・人物
歯科大卒業後に歯科衛生士の資格を取得。歯科で働きながら知り合いの勧めでサーキットに行くようになる。レースクイーンサイン会とファンミーティングによく通っており、偶然、関係者がレースクイーンデビューを勧めて仕事を始めたが、当初は撮影会モデルの仕事が多かった。
2017年1月の東京オートサロンで、能勢ひとみと共に「T-DEMAND」ブースのモデルを務めた後、同年のSUPER GT「R'Qs triplets」の一員となりレースクイーン活動を開始する。翌2018年のSUPER GTでは「ARTA GALS」として活動。それまでのARTAはオレンジを基調としたコスチュームだったが、この年からは黒を基調としたスポーティーなコスチュームに変更され、レースクイーンから“サーキット・アテンダント”として進化を遂げるようになった。
2019年1月12日に東京オートサロン内で発表された『日本レースクイーン大賞2018』では特別賞を受賞。この年はSUPER GT「T-DASHエンジェル」とスーパーフォーミュラ「YOKOHAMA promotional models」を兼任。映画『ワイルド・スピード/スーパーコンボ』のプロモーションガールに当たる“ワイスピガール”としての活動もあった。
2020年1月11日に東京オートサロン内で発表された『日本レースクイーン大賞2019』では、2年連続となる特別賞を受賞。それから5か月後の同年6月26日に行われた『ステラ★ミュージックDRIVE』（市川うららFM）の公開収録に於いて、結婚すると共に第一子を妊娠していることを明かした。同年10月、第一子となる女児を出産。
2021年6月11日 - 13日に行われた『全日本ラリー選手権 MONTRE 2021』に「ウェルパインモータースポーツ」のコントローラーとして参加。産後初の自動車レース協力となった。
趣味はアクセサリー作り、ゲーム、ゴルフ、アニメ鑑賞。特技は歯のクリーニング。

## 活動

### レースクイーン
| 年     | カテゴリー                | チーム名                            | 他メンバー                                          |
| ------ | ------------------------- | ----------------------------------- | --------------------------------------------------- |
| 2017年 | SUPER GT                  | R'Qs Motor Sports 「R'Qs triplets」 | アミリン、三浦みなみ、吉成りえ、 桐山梨衣菜、葵かほ |
| 2018年 | SUPRT GT                  | ARTA GALS                           | 安倍有里子、麻田ゆん、結城みい                      |
| 2018年 | 鈴鹿8時間耐久ロードレース | NCXX RACING レースクイーン          | 央川かこ、今井えり、根本美里                        |
| 2019年 | SUPER GT                  | T-DASHエンジェル                    | 亀澤杏奈、おの五月、有栖未桜                        |
| 2019年 | スーパーフォーミュラ      | YOKOHAMA promotion models           | 松田蘭、鳴村なか、近藤みき                          |
| 2019年 | 鈴鹿8時間耐久ロードレース | NCXX RACING レースクイーン          | 央川かこ、安藤まい、浜嶋りな                        |
| 2022年 | 鈴鹿8時間耐久ロードレース | NCXX RACING レースクイーン          |                                                     |
| 2023年 | 鈴鹿8時間耐久ロードレース | NCXX RACING レースクイーン          | 明璃奈、平野由佳                                    |
| 2024年 | SUPER GT                  | HELM MOTORSPORTS レーシング         | 須藤セリナ、正智寧音子                              |

### イメージガール
- 三栄「GOLF TODAY」GTバーディーズ（2019年）[19]
- ワイルド・スピード/スーパーコンボプロモーションガール「ワイスピガール」（2019年）[注 2]

## 出演

### テレビ番組
- 黒ちゃんねる（テレビ愛知・2020年）「黒ちゃんねる写真部」に参加[20]

### イベント
| イベント名                             | 出演年：出演ブース                                             |
| -------------------------------------- | -------------------------------------------------------------- |
| 東京オートサロン                       | 2017年・2018年：T-DEMAND 2019年：三菱自動車                    |
| 大阪オートメッセ                       | 2017年・2018年：T-DEMAND 2019年：三菱自動車 2020年：FORGE TECH |
| ジャパンインターナショナルボートショー | 2018年：ヤンマー 2019年：PWCステージ水着・ウェットスーツモデル |
| 東京モーターショー                     | 2017年：プジョー                                               |
| 大阪モーターショー                     | 2017年：プジョー                                               |
| 東京ゲームショウ                       | 2017年：バンダイナムコエンターテインメント 2018年：KEYWEST     |
| 東京モーターサイクルショー             | 2019年：キムコ                                                 |
| JAPANドラッグストアショー              | 2018年：バスクリン                                             |